# 13259 Bhat
13259 Bhat è un asteroide della fascia principale. Scoperto nel 1998, presenta un'orbita caratterizzata da un semiasse maggiore pari a 2,3475289 UA e da un'eccentricità di 0,1201899, inclinata di 7,26870° rispetto all'eclittica.